# Olcani
Olcani (/ˈɔlkani/, in corso Olchini /ˈɔlkini/) è un comune francese di 73 abitanti situato nel dipartimento dell'Alta Corsica nella regione della Corsica.
Il comune comprende due centri abitati: Lainosa e Ferragini. La frazione di Martinasche con l'antica chiesa in rovina di San Quilico, del X secolo, è disabitata.

## Società

### Evoluzione demografica
Abitanti censiti